# فروروی
در فیزیک و مهندسی، فروروی (نفوذ نیز نامیده می‌شود) رسوخ کردن یک نفوذکننده (سیالی مانند مایع، گاز یا بخار) به یک جامد است. این به‌طور مستقیم به گرادیان غلظت تراوا، نفوذپذیری ذاتی یک ماده و انتشار جرم آن مرتبط است. نفوذ با معادلاتی مانند قوانین انتشار فیک مدل‌سازی می‌شود و می‌توان آن را با استفاده از ابزارهایی مانند نفوذسنج کوچک اندازه‌گیری کرد.

## شرح
فرایند نفوذ شامل انتشار مولکول‌هایی از طریق یک غشاء یا رابط است که به آن تراوا می‌گویند. نفوذ از طریق انتشار عمل می‌کند؛ بدین گونه که نفوذ کننده در سطح مشترک، از غلظت بالا به غلظت پایین حرکت می‌کند. یک ماده با وجود غشای نیمه‌تراوا می‌تواند نیمه‌تراوا باشد. فقط مولکول‌ها یا یون‌هایی با ویژگی‌های خاص می‌توانند در چنین غشایی پخش شوند. این یک مکانیسم بسیار مهم در زیست‌شناسی است که در آن باید مایعات داخل رگ خونی تنظیم و کنترل شوند. نفوذ می‌تواند از طریق اکثر مواد از جمله فلزات، سرامیک‌ها، و پلیمرها رخ دهد. اما نفوذپذیری فلزات به دلیل ساختار کریستالی و تخلخل، بسیار کمتر از سرامیک‌ها و پلیمرها است.
نفوذپذیری چیزی است که در بسیاری از محصولات پلیمری به دلیل نفوذپذیری بالا باید به دقت مورد توجه قرار گیرد. نفوذپذیری به دمای برهم‌کنش، و ویژگی‌های پلیمر و جزء نفوذکننده بستگی دارد. از طریق فرایند جذب، مولکول‌های نفوذکننده می‌توانند در سطح مشترک جذب یا دفع شوند. نفوذ یک ماده را می‌توان از طریق روش‌های متعددی اندازه‌گیری کرد که میزان نفوذپذیری یک ماده را از طریق یک ماده خاص کمی می‌کند.
نفوذپذیری ناشی از انتشار، با واحد mol/(m･s･Pa) در SI اندازه‌گیری می‌شود؛ اگرچه معمولاً از موانع نیز استفاده می‌شود. نفوذپذیری ناشی از انتشار را نباید با نفوذپذیری (علوم زمین) ناشی از جریان سیال در جامدات متخلخل اندازه‌گیری شده در دارسی اشتباه گرفت.

## اصطلاحات مرتبط
- نفوذکننده: ماده یا گونه، یون، و مولکولی که در جامد نفوذ می‌کند.
- نیمه‌تراوا: خاصیتی از یک ماده است که فقط برای برخی از مواد نفوذپذیر باشد و برای برخی دیگر نباشد.
- اندازه‌گیری نفوذ: روشی برای تعیین کمیت نفوذپذیری یک ماده برای یک ماده خاص است.

## تاریخ

### آبه ژان آنتوان نولت (فیزیکدان، ۱۷۰۰–۱۷۷۰)
نولت سعی کرد ظرف‌های شراب را با مثانه خوک ببندد و آن‌ها را زیر آب نگهداری کند. پس از مدتی، مثانه به سمت بیرون برآمده شد. او متوجه فشار بالایی شد که پس از سوراخ کردن مثانه خارج شد. او آزمایش را برعکس انجام داد؛ به گونه‌ای که ظرف را با آب پر کرد و در شراب نگه داشت. نتیجه برآمدگی داخل مثانه بود. یادداشت‌های او در مورد این آزمایش اولین بیان علمی از نفوذ (که بعداً آن را نیمه‌تراوا نامیدند) است.

### توماس گراهام (شیمیدان، ۱۸۰۵–۱۸۶۹)
گراهام به‌طور تجربی، وابستگی انتشار گاز به وزن مولکولی را اثبات کرد که اکنون به عنوان قانون گراهام شناخته می‌شود. در واقع گازهایی که وزن مولکولی کم‌تری دارند، سریع‌تر از گازهایی که وزن بیشتری دارند از درون حفره عبور می‌کنند؛ بنابراین گازی که دارای وزن مولکولی پایین‌تری است، سرعت نفوذ مولکولی بالاتری دارد.

### ریچارد بارر (۱۹۱۰–۱۹۹۶)
بارر روش اندازه‌گیری بارر مدرن را توسعه داد و برای اولین بار از روش‌های علمی برای اندازه‌گیری نرخ نفوذ استفاده می‌شود.

## نفوذ در زندگی روزمره
- بسته‌بندی: نفوذپذیری بسته (مواد، مهر و موم، بسته‌ها و غیره) باید با حساسیت محتویات بسته‌بندی و مدت زمان ماندگاری مطابقت داشته باشد. برخی از بسته‌ها باید تقریباً مهر و موم هرمتیک داشته باشند؛ در حالی که برخی دیگر می‌توانند (و بعضی وقت‌ها باید) به‌طور انتخابی نفوذپذیر باشند؛ بنابراین دانش در مورد نرخ نفوذ صحیح، ضروری است.

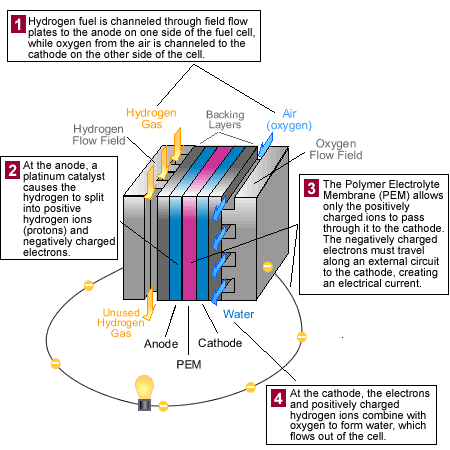
پیکربندی پیل سوختی

- لاستیک‌ها: فشار باد لاستیک‌ها باید تا حد امکان به کندی کاهش یابد. لاستیک خوب لاستیکی است که کمترین مقدار گاز را خارج کند. نفوذ در لاستیک‌ها به مرور زمان اتفاق می‌افتد؛ بنابراین بهتر است از نفوذپذیری ماده‌ای که لاستیک را با گاز مورد نظر تشکیل می‌دهد، اطلاع داشته باشید تا کارآمدترین لاستیک‌ها را بسازید.
- مواد عایق: نفوذ بخار آب مواد عایق برای کابل‌های زیردریایی برای محافظت از هادی در برابر خوردگی مهم است.
- سلول‌های سوختی: خودروها به سلول‌های سوختی غشایی الکترولیت پلیمری (PEM) مجهز هستند تا سوخت هیدروژن و اکسیژن موجود در جو را برای تولید برق تبدیل کنند. با این حال، این سلول‌ها تنها حدود ۱٫۱۶ ولت برق تولید می‌کنند. برای تأمین انرژی یک وسیله نقلیه، سلول‌های متعددی در یک لوله اگزوز مرتب شده‌اند. توان خروجی یک لوله اگزوز هم به تعداد و هم به اندازه سلول‌های سوختی جداگانه بستگی دارد.
- لوله‌های ترموپلاستیک و ترموسِتینگ: لوله‌هایی هستند که برای انتقال آب تحت فشار بالا در نظر گرفته شده‌اند؛ زمانی که نفوذ آب از دیوارهٔ این لوله‌ها به سطح بیرونی آن‌ها وجود داشته باشد، دیگر این لوله‌ها کارایی لازم در انجام کار را ندارند.
- کاربردهای پزشکی: نفوذ در حوزهٔ پزشکی در دارورسانی نیز دیده می‌شود. تکه‌های دارویی که از مواد پلیمری تشکیل شده‌اند، حاوی یک مخزن شیمیایی هستند؛ این مخزن فراتر از انحلال‌پذیری‌اش در معرض انحلال قرار می‌گیرد و سپس از طریق تماس به بدن منتقل می‌شود. برای اینکه ماده شیمیایی خود را در بدن آزاد کند، باید با توجه به گرادیان غلظت، در غشای پلیمری نفوذ کرده و منتشر شود. به دلیل حلالیت بیش از حد مخزن، انتقال دارو از مکانیسم انفجار و تأخیر پیروی می‌کند. هنگامی که چسب با پوست تماس پیدا می‌کند، سرعت انتقال بالایی از دارو وجود دارد؛ اما با افزایش زمان، گرادیان غلظت ایجاد می‌شود. به این معنی که انتقال دارو به سرعت ثابت می‌رسد. این در انتقال دارو بسیار مهم است و در مواردی مانند سیستم Ocusert استفاده می‌شود. اما در زمینه پزشکی نیز مورد مخالف را می‌توان یافت. از آنجایی که آمپول‌ها ممکن است حاوی مواد دارویی بسیار حساس برای تزریق باشند، بسیار مهم است که مواد استفاده شده از ورود هر نوع ماده به محصول دارویی یا از تبخیر آن جلوگیری کند. به همین دلیل، آمپول‌ها اغلب از شیشه و کمتر از مواد مصنوعی ساخته می‌شوند.
- کاربردهای فنی: در تولید لامپ‌های هالوژن، گازهای هالوژن باید به دقت محصور شوند. شیشه آلومینوسیلیکات می‌تواند مانع عالی برای محصور شدن گاز باشد. بدین ترتیب، انتقال به الکترود بسیار مهم است. اما به دلیل تطبیق انبساط حرارتی بدنهٔ شیشه و فلز، انتقال کارساز است.

## اندازه‌گیری نفوذ
نفوذ لایه‌ها و غشاها را می‌توان با هر گاز یا مایعی اندازه‌گیری کرد. در یکی از روش‌ها از یک ماژول مرکزی استفاده می‌شود که توسط غشاء آزمایشی از هم جدا می‌شود. در این روش، گاز آزمایش در یک طرف سلول تغذیه می‌شود و گاز تراوش شده توسط یک گاز پاک‌کننده به آشکارساز منتقل می‌شود. نمودار سمت راست یک سلول آزمایشی برای فیلم‌ها را نشان می‌دهد که معمولاً از فلزاتی مانند فولاد ضدزنگ ساخته می‌شوند. تصویر یک سلول آزمایشی برای لوله‌های ساخته شده از شیشه را نشان می‌دهد، شبیه به کندانسور Liebig. محیط آزمایش (مایع یا گاز) در لوله سفید داخلی قرار دارد و نفوذ در فضای بین لوله و دیواره شیشه‌ای جمع‌آوری می‌شود. این گاز توسط یک گاز پاک‌کننده (متصل به مفصل بالا و پایین) به دستگاه آنالیز منتقل می‌شود.
نفوذ را می‌توان از طریق تماس متناوب نیز اندازه‌گیری کرد. این روش شامل نمونه‌برداری از مادهٔ شیمیایی مورد آزمایش و قرار دادن آن بر روی سطح ماده‌ای است که نفوذپذیری آن در حین افزودن یا حذف مقادیر مشخصی از ماده شیمیایی مورد بررسی قرار می‌گیرد. پس از مدت زمان مشخص، ماده به جهت یافتن غلظت ماده شیمیایی آزمایشی موجود در سراسر ساختار آن تجزیه و تحلیل می‌شود. در طول مدت زمانی که ماده شیمیایی روی ماده قرار دارد و در طول تجزیه و تحلیل مواد آزمایشی، می‌توان نفوذ تجمعی ماده شیمیایی مورد آزمایش را تعیین کرد.
جدول زیر نمونه‌هایی از ضریب نفوذپذیری محاسبه شده گازهای خاص را از طریق یک غشای سیلیکونی نشان می‌دهد.
| نام گاز      | فرمول شیمیایی | ضریب نفوذپذیری سیلیکون (بارر)* |
| ------------ | ------------- | ------------------------------ |
| اکسیژن       | O 2           | ۶۰۰                            |
| هیدروژن      | H 2           | ۶۵۰                            |
| دی‌اکسید کربن | CO 2          | ۳۲۵۰                           |
| متانول       | CH 3 OH       | ۱۳۹۰۰                          |
| اب           | H 2 O         | ۳۶۰۰۰                          |

*  1Barrer = 10−10 cm3 (STP) · cm /cm2 · s · cm-Hg
مگر اینکه غیر از این ذکر شده باشد، نفوذپذیری در دمای 25 درجه سانتی‌گراد (RTP) و نه (STP) توسط W. L. Robb اندازه‌گیری و گزارش شده‌است.

## تقریب با استفاده از قانون اول فیک
شار یا جریان جرم تراوش در جامد را می‌توان با قانون اول فیک مدل کرد. 
{\displaystyle {\bigg .}J=-D{\frac {\partial \phi }{\partial x}}{\bigg .}}
این معادله را می‌توان به یک فرمول بسیار ساده تغییر داد که می‌تواند در مسائل اساسی برای تقریب نفوذ از یک غشاء استفاده شود.
{\displaystyle {\bigg .}J=-D{\frac {(C_{2}-C_{1})}{\delta }}{\bigg .}}
جایی که
- {\displaystyle J} «شار انتشار» است
- {\displaystyle \,D} ضریب انتشار یا انتشار جرم است
- {\displaystyle C} غلظت تراوا است
- {\displaystyle \,\delta } ضخامت غشا است

می‌توانیم {\displaystyle S} در این معادله که پارامتر تعادل جذب را نشان می‌دهد، ثابت تناسب بین فشار ({\displaystyle p}) و {\displaystyle C} معرفی بکنیم. این رابطه را می‌توان به صورت {\displaystyle C=Sp} نشان داد.
{\displaystyle {\bigg .}J=-D{\frac {S(p_{2}-p_{1})}{\delta }}{\bigg .}}
ضریب انتشار را می‌توان با پارامتر تعادل جذب ترکیب کرد تا شکل نهایی معادله به دست آید. در این معادله، {\displaystyle P} نفوذپذیری غشا است و رابطهٔ آن {\displaystyle P=SD} است.
{\displaystyle {\bigg .}J=-{\frac {P(p_{2}-p_{1})}{\delta }}{\bigg .}}

## حلالیت گاز در فلز
در محصولات کاربردی، هنگام نگاه کردن به گازهای نفوذکننده به فلزات، راهی برای مرتبط کردن فشار گاز به غلظت وجود دارد. بسیاری از گازها در فاز گازی به صورت مولکول‌های دو اتمی وجود دارند؛ اما هنگام نفوذ به فلزات، به شکل یونی منفردشان وجود دارند. قانون سیورتس بیان می‌کند که حلالیت یک گاز، در حالت یک مولکول دو اتمی، در فلز با ریشهٔ دوم فشار جزئی گاز متناسب است.
در این مورد، شار را می‌توان با معادلهٔ زیر تقریب زد
{\displaystyle {\bigg .}J=-D{\frac {(S_{1}-S_{2})}{\delta }}{\bigg .}}
می‌توانیم در این معادله که نشان دهندهٔ ثابت تعادل واکنش است، {\displaystyle K} را معرفی کنیم. از رابطهٔ {\displaystyle S={K{\sqrt {p_{N}}}}} .
{\displaystyle {\bigg .}J=-D{\frac {K({\sqrt {p_{1}}}-{\sqrt {p_{2}}})}{\delta }}{\bigg .}}
ضریب انتشار را می‌توان با ثابت تعادل واکنش ترکیب کرد تا شکل نهایی معادله به دست آید. در این معادله {\displaystyle P} نفوذپذیری غشا است و رابطهٔ آن {\displaystyle P=KD} است.
{\displaystyle {\bigg .}J=-{\frac {P({\sqrt {p_{1}}}-{\sqrt {p_{2}}})}{\delta }}{\bigg .}}